# Sergio Carlo
Sergio Nicolás de Jesús Carlo Pichardo (Santiago de los Caballeros, 19 de marzo del 1977) es un locutor, presentador, actor y activista político dominicano. Es conocido por su participación en las película La fiesta del chivo, The Lost City y Trópico de sangre. Además fue voz en off para el canal latino HTV

## Primeros años
Sergio Carlo nació el 19 de marzo del 1977 en la ciudad de Santiago de los Caballeros, hijo de Octavio Carlo y Laura Pichardo, es el menor de cinco hermanas y 3 hermanos. Desde muy temprano participó en varias obras escolares, en 1983 se inscribe en el ENCOM Institute de Santiago de los Caballeros donde realiza sus estudios de inglés. En 1993 se muda a Boston, Massachusetts donde decide estudiar radio y televisión.

## Carrera
A principio de los 90 participó como talento en diferentes programas de radio y televisión en Santiago. En 1996 mientras estuvo en Boston, participó en varios infomerciales de Geovision, también trabajó como voz de ESPN en Connecticut. Luego de su llegada a la República Dominicana desde 1999 pone su voz a varios comerciales para radio y televisión del país.
Sergio Carlo, es invitado por su amigo Frank Perozo a un curso de actuación que ofrecía el cineasta dominicano Alfonso Rodríguez en donde además asistió el actor Hemky Madera, siendo este un punto de partida para la carrera de los tres.
En el 2000 se une a un grupo de locutores, integrados por Silvia Callado, Panky y Tony Rojas para formar el espacio radial juvenil Cuál es tu versión?.
En 2001 entra a formar parte del programa de televisión Sin la Muela en Vivo por Mango TV, canal propiedad de Juan Luis Guerra. Sus primeros pasos como actor fue en la producción dominicana de teatro Grease.
En 2002 participa en la serie española Paraíso. Y ese mismo año forma parte del elenco de actores en el musical Saturday Night Fever en Santo Domingo.
En 2003 vuelve a la televisión en un programa llamado Estudio Élite por el canal RNN. Ese mismo año participa en la película cubana Sangre de Cuba junto a Gael García Bernal. También se desempeña como corresponsal de la compañía multinacional Radio Express en Santo Domingo. Ese mismo año comienza a fungir como presentador de exteriores en el programa Chevere Nights en el segmento "En directo" acuñando la frase “Te vi, te veré” la cual se hizo muy popular. Luego pasa a ser locutor de la emisora radial La91 en el programa matutino Las mañanas de la 91
En 2004 participa en la serie británica Auf Wiedersehen, Pet.
En 2005, actuó en tres películas, The Lost City dirigida por Andy García, La Fiesta del Chivo, dirigida por Luis Llosa y la película dominicana La maldición del padre Cardona junto a la actriz hollywoodense Zoe Saldaña. Además tuvo un rol protagónico en la miniserie/reality dominicana Chevy 85 junto a Hony Estrella, Alexis Cueto y Sarah Rubio.
En 2006 pasó a ser copresentador junto a Milagros Germán en el programa televisivo Chevere Nights. También actuó en otra película dominicana Viajeros donde compartió rol con el también dominicano José Guillermo Cortines.
En 2007 vuelve a actuar en el cine dominicano en la película Operación Patakón donde comparte rol con el actor dominicano Frank Perozo. Ese mismo año formó parte del reparto de actores en la primera telenovela dominicana Trópico.
En enero de 2008 asume el cargo de presidente de la empresa especializada en la transmisión de sonidos vía inalámbrica Multicast Dominicana. Ese mismo año inicia el programa radial 12y2 por la emisora La91, el cual conduce junto a la comunicadora Karina Larrauri
En abril de 2009 fue contratado por el canal internacional HTV para ser la voz oficial del canal hasta 2018. Además participó en el cortometraje dominicano 15 Minutos.
En 2010 participó en la película Trópico de sangre, dirigida por el dominicano Juan Delancer en la que hace el papel de Manolo Tavárez Justo junto a Michelle Rodríguez.
En 2011 fue co-presetador del concurso Stella Artois World Draught Masters de la marca de cerveza Stella Artois celebrado en Buenos Aires, Argentina. En 2012 estuvo en las películas dominicanas El rey de Najayo y Jaque Mate, la primera protagonizada por el actor dominicano Manny Pérez.

## Filmografía
| Año  | Película                       | Rol                  | Nota         |
| ---- | ------------------------------ | -------------------- | ------------ |
| 2003 | Sangre de Cuba                 | Rebelde #2           |              |
| 2005 | The Lost City                  | Carbo                |              |
| 2005 | La Fiesta del Chivo            | Taxista              |              |
| 2005 | La maldición del padre Cardona | Cuso                 |              |
| 2006 | Viajeros                       | Johnny               |              |
| 2007 | Operación Patakon              | Teniente Neke        |              |
| 2009 | 00:15 minutos                  | Ernesto              | Cortometraje |
| 2010 | Trópico de sangre              | Manolo Tavárez Justo |              |
| 2012 | El rey de Najayo               | Tito                 |              |
| 2012 | Jaque Mate                     | Fernando             |              |
| 2014 | Lotoman                        | Comandante López     |              |

### Televisión
| Año                | Serie/programa                       | Rol                               | Nota                                                      |
| ------------------ | ------------------------------------ | --------------------------------- | --------------------------------------------------------- |
| 2001-2003          | Sin la Muela en Vivo                 | Copresentador                     | Programa de televisión                                    |
| 2002               | Paraíso                              | Tomeo                             | Serie de televisión. Episodio "Todo lo que tengo es tuyo" |
| 2003 2003-presente | Estudio Élite                        | Presentador                       | Programa de televisión                                    |
| 2003 2003-presente | Chevere Nights                       | Presentador                       | Programa de televisión                                    |
| 2004               | Auf Wiedersehen, Pet                 | Felipe                            | Serie de televisión. Episodio: "Dangerous Liaisons"       |
| 2005-2006          | Chevy 85 El Antinoti                 | Él mismo Presentador y productor. | Miniserie. Programa.                                      |
| 2007               | Trópico                              | Eddy Jiménez                      | Telenovela                                                |
| 2012 2014          | Vamos de robo El cartel de los macos | Actor Miembro de la White People  | Película. Miniserie                                       |

### Obras de teatro
| Año  | Obra                 |
| ---- | -------------------- |
| 2001 | Grease               |
| 2002 | Saturday Night Fever |
|      | Peter Pan            |

## Trabajos publicitarios y propagandísticos
Sergio Carlo fue figura oficial de la empresa telefónica dominicana Tricom. También es imagen de la marca multinacional de cervezas Brahma.
En mayo de 2009 se unió a la campaña "Yo soy Dewarista" de la marca de whisky Dewars. También ha aparecido en comerciales del Banco Popular de la República Dominicana.
Desde mediados de la década del 2010 como activista gestiona el liderazgo de opinión de un movimiento cívico en las redes sociales en contra de la gestión gubernamental de Danilo Medina.